# 宿毛站
宿毛站（日语：／ Sukumo eki */?）是一位於日本高知縣宿毛市站前町、隸屬於土佐黑潮鐵道（日语：土佐くろしお鉄道）的鐵路車站。車站編號為TK47，是四國地理上位置最南、高知縣境內位置最西的車站。

## 車站結構
站舍為混凝土兩層建築，其中二樓為月台層，而地面層包括有附有綠窗口的售票處、自動售票機、候車大堂、小賣店、咖啡店及檢票閘口。入閘後可沿樓梯或升降機前往2樓的候車月台。

### 月台配置
月台設於站舍的上層，由2個側式月台所組成，屬於港灣式月台設計。列車入站後便不能再往前駛，而是需要利用反方向的駕駛室將列車開走。亦即是說，上車和落車都是在同一個月台上進行。
兩邊月台的長度並不相同，1號月台較2號月台為長，1號月台的有效長度為5節車廂；2號月台的有效長度則為4節。另外，只有靠向路軌末端、約2節車廂長度的月台附設有上蓋，其餘月台部份皆為露天區域。由於是終點站，在車站大堂已設有候車室，所以在月台上並沒有另設候車亭。
| 月台 | 路線    | 方向 | 目的地                 | 備註                                   |
| ---- | ------- | ---- | ---------------------- | -------------------------------------- |
| 1    | ■宿毛線 | 上行 | 中村、窪川、高知、高松 | 7班開出、7班到達、所有特急列車起訖月台 |
| 2    | ■宿毛線 | 上行 | 中村、窪川方向         | 8班開出、8班到達、全為普通列車         |

## 歷史
- 1997年10月1日：宿毛線全線開業。
- 2005年
  - 3月2日：一輛「南風」號列車因未能剎車，撞向月台末端的牆壁，全線停駛，所有列車改以中村為臨時終點站。
  - 4月7日：東宿毛－中村間普通列車重開，東宿毛－宿毛以替代巴士行走。
  - 6月13日：特急列車重開，但只能到東宿毛折返。
  - 10月28日：被撞毀的月台設備完成復修。
  - 11月1日：東宿毛－宿毛間重開。[4]

## 使用狀況
根據國土交通省「國土數值情報」，以下為1日平均上下車人次：
| 年度 | 1日平均 乘降人次 | 1日平均 乘降人次 |
| ---- | ---------------- | ---------------- |
| 2011 | 472              |                  |
| 2012 | 441              |                  |
| 2013 | 484              |                  |
| 2014 | 521              |                  |
| 2015 | 511              |                  |
| 2016 | 471              |                  |
| 2017 | 480              |                  |
| 2018 | 474              |                  |
| 2019 | 413              |                  |
| 2020 | 313              |                  |
| 2021 | 324              |                  |
| 2022 | 349              |                  |

## 相鄰車站
土佐黑潮鐵道
■宿毛線
■特急「足摺」6、7號，「四萬十」4號
平田（TK45）－宿毛（TK47）
■普通
東宿毛（TK46）－宿毛（TK47）

## 相片集

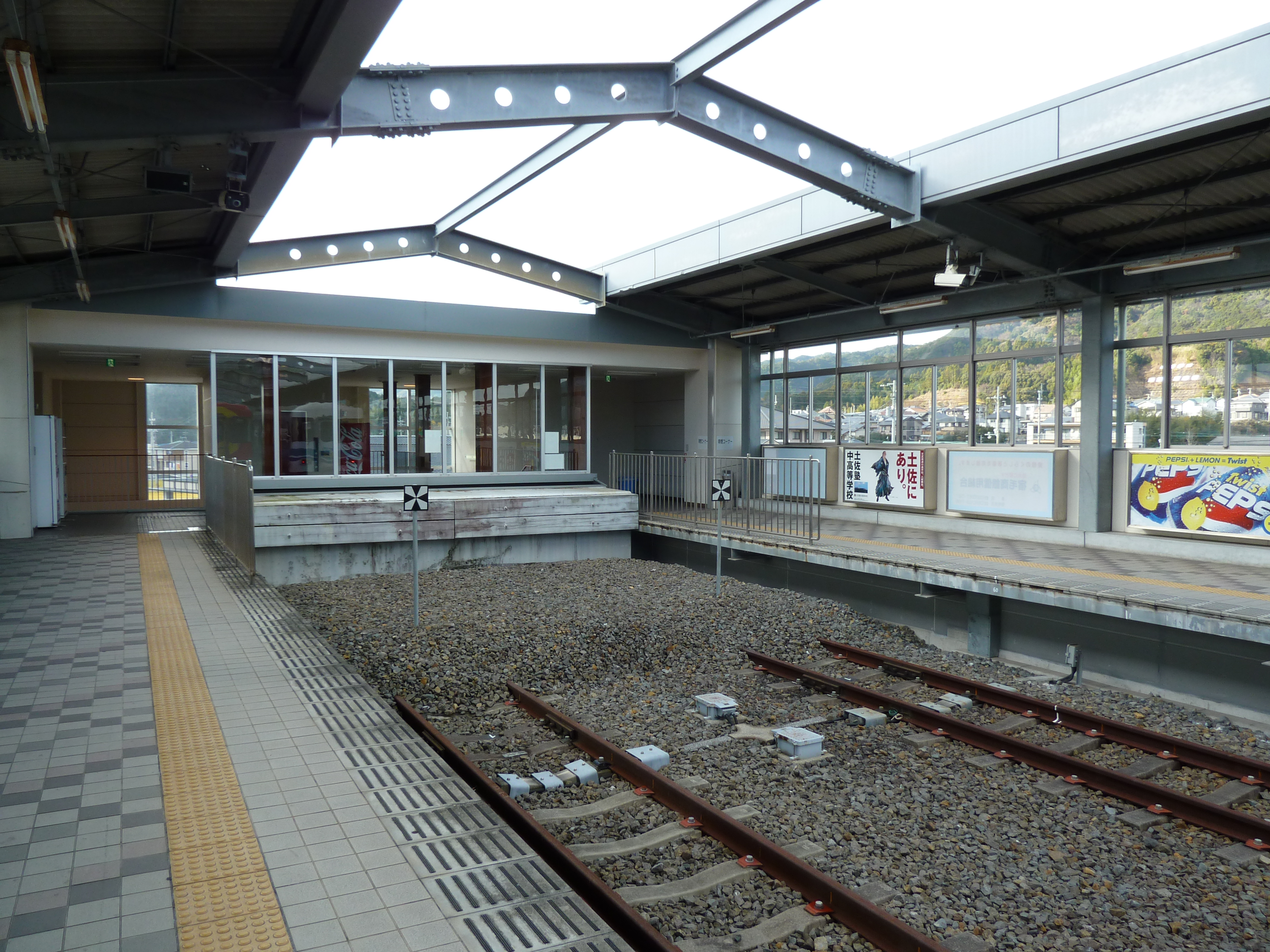
月台末端於2005年發生的意外後改為港灣式月台，尾部更移走部份路軌。
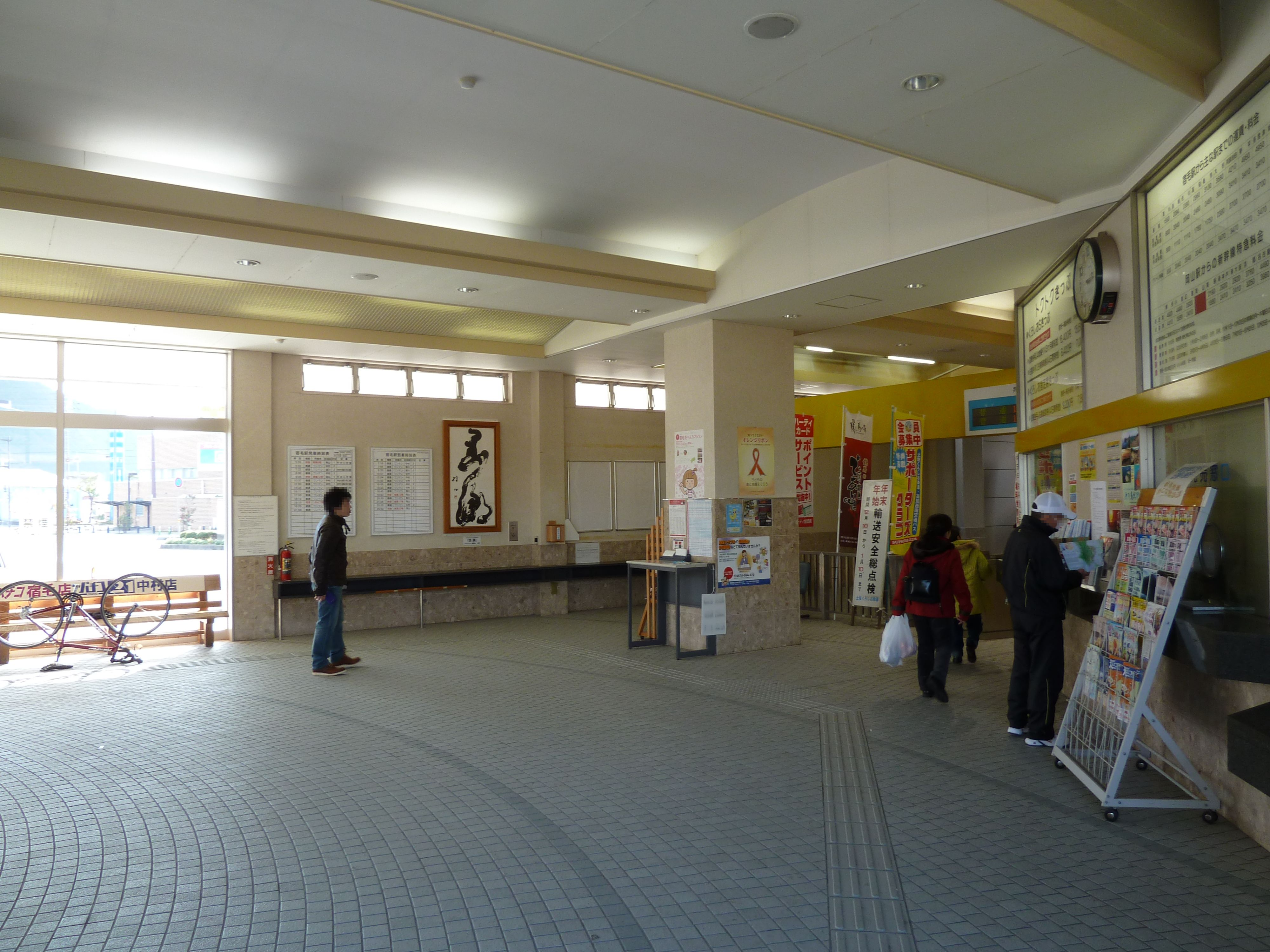
檢票口
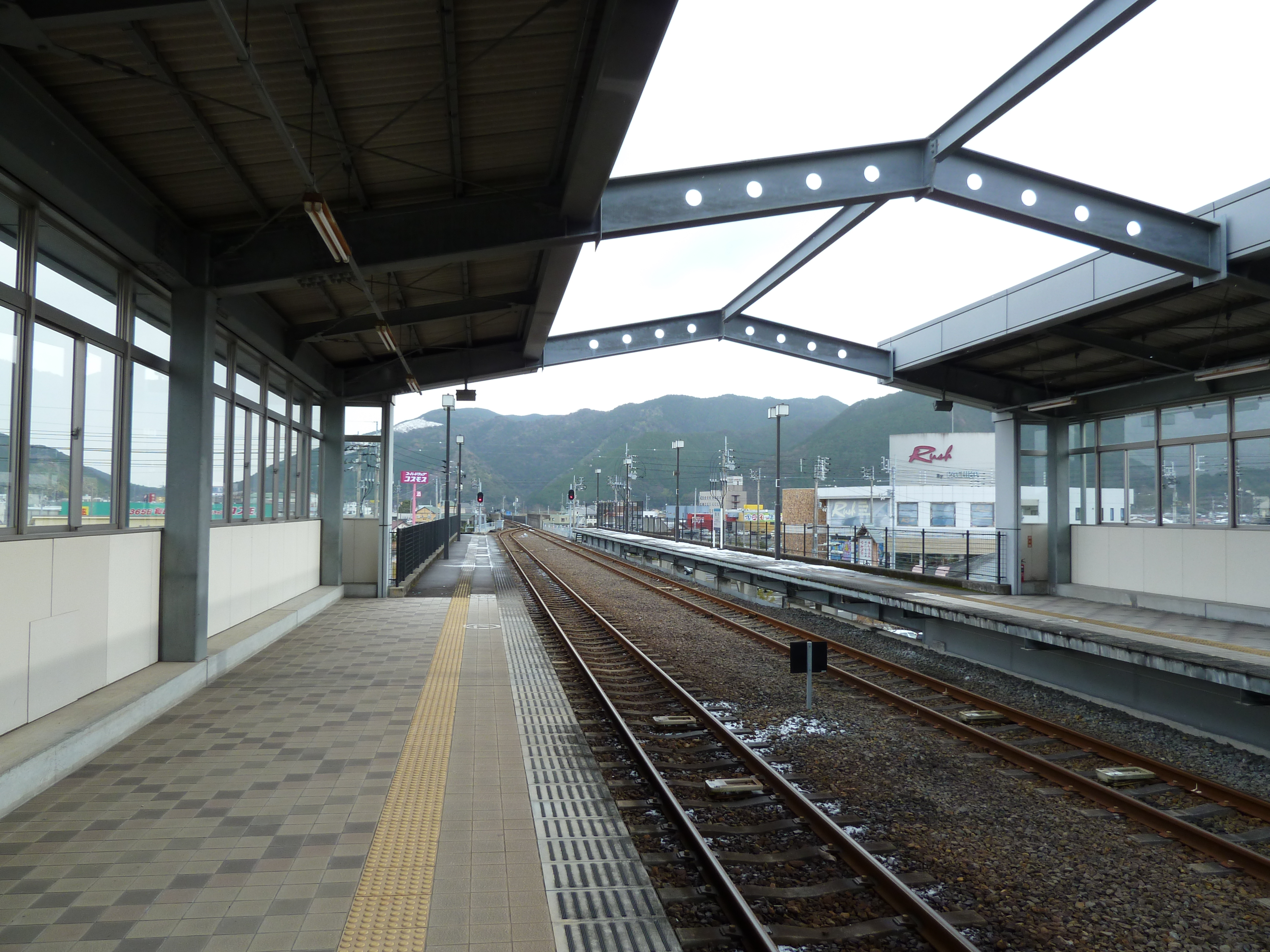
從月台向平田、高知、宇多津、岡山方向望去

## 外部連結
- 土佐黑潮鐵道宿毛站官方網頁

32°55′57″N 132°42′48″E / 32.93250°N 132.71333°E